# Euodynerus bidens
Euodynerus bidens (лат.) — вид одиночных ос из семейства Vespidae.

## Распространение
Встречаются в Северной Америке: восточные штаты США (Миннесота, Нью-Джерси, и на юг до Флориды).

## Описание
Длина переднего крыла самок 14,0—17,0 мм, а у самцов — 11,5—13,0 мм. Окраска тела в основном чёрная с жёлтыми отметинами.